# والاروی معمولی
والاروی معمولی (نام علمی: Macropus robustus) کیسه‌داری از تیره درازپایان، سردهٔ درازپاها است که در مناطق کرانه‌ای جنوب شرقی استرالیای غربی زندگی می‌کند. در سیاهه قرمز IUCN، این جانور در وضعیت کمترین نگرانی طبقه‌بندی شده است.